# Аллен, Кейт
Кэтрин Джесси Джин (Кэти) Аллен (англ. Katherine Jessie Jean Allen; род. 25 апреля 1970, Джелонг, Виктория) — австрийская триатлонистка, олимпийская чемпионка 2004 года.

## Биография
Аллен родилась в Австралии 25 апреля 1970 года и позже переехала в Австрию. С раннего возраста её родители поощряли её бегать и она часто бегала в начальную школу в 3 километрах от дома. В возрасте четырех лет Аллен начала заниматься лёгкой атлетикой в Лэнди Филд в Джелонге. Она занималась легкой атлетикой до 14 лет, выиграв несколько чемпионатов на дистанции 1500 м и дистанцию «кросс».
В 20 лет Аллен окончила Балларатский университет с профессией медсестры. После учебы отправилась за границу, где во время одной из своих поездок в Кицбюэле она познакомилась с Марселем Дихтлером. Кейт Аллен и Марсель Дихтлер поженились в 1999г.

## Карьера
Она начала заниматься триатлоном в 1996 году. После нескольких лет тренировок со своим бывшим тренером Марио Хуйс Аллен получила австрийское гражданство в 2002 году и начала участвовать в соревнованиях на чемпионате мира. 
Её первые крупные спортивные достижения начались в 2003 году. Она выиграла чемпионат Австрии на олимпийской, длинной и железной дистанциях, а на этапах кубка мира три раза входила в первую десятку. На чемпионате мира 2003 она стала 16-й.
В 2004 году Аллен заняла второе место на чемпионате Европы, а затем победила на летних Олимпийских играх 2004 в Афинах. За это достижение она была признана Спортсменкой года Австрии.
После этого Аллен дважды выигрывала национальный чемпионат, в 2007 году выигрывала серебряные медали чемпионата Европы в индивидуальном и командном зачётах и заняла третье место на этапе кубка мира. 15 июня 2008 года она квалифицировалась на Олимпийские игры 2008 в Пекине согласно рейтингу Международного союза триатлона.